# Telmo Cruz
Telmo Cruz (Lisboa, 1965) é um arquitecto português.
Diplomado em arquitectura pela Faculdade de Arquitectura da Universidade Técnica de Lisboa em 1990.
Telmo Cruz e a arquitecta Maximina Almeida formaram o atelier MxT STUDIO.

## Obras
- Mercado Público da Comenda no Alentejo com Maximina Almeida e Pedro Soares, projecto vencedor do Prémio Ascensores Enor de Portugal 2009.[3]

## Prémios
- Prémio Ascensores Enor de Portugal 2009